# Chandrasekhar-határ
A Chandrasekhar-határ a fehér törpe csillagok maximális tömege, nagyjából 3·1030 kg, 1,44 naptömeg.  Különböző cikkekben az értéke 1,2 és 1,46 naptömeg között változik a csillag kémiai összetételétől függően. Ez a csillag magjának tömegére vonatkozó határérték azt határozza meg, hogy élete végén a csillag fehér törpévé válik vagy szupernóvaként szétrobban. A határt először Subrahmanyan Chandrasekhar indiai fizikus számolta ki, értéke:
{\displaystyle {\frac {\omega _{3}^{0}{\sqrt {3\pi }}}{2}}\left({\frac {\hbar c}{G}}\right)^{3/2}{\frac {1}{(\mu _{e}m_{H})^{2}}},}
ahol μe az átlagos molekulatömeg elektrononként, {\displaystyle m_{H}} a hidrogénatom tömege, {\displaystyle \omega _{3}^{0}\approx 2.018236} pedig a Lane–Emden-egyenlőségből származó állandó.
A csillag által a könnyebb elemek atommagjainak egyesülésekor (fúziójakor) termelt sugárzás fújja fel a csillag légkörét. Amikor a csillag kifogy az üzemanyagból, a gravitáció összehúzza azt. Ha a csillagnak a tömege kisebb a Chandrasekhar-határnál, akkor az elektronok alább részletezett degenerációs nyomása megállítja az összehúzódást, és egy stabil fehér törpe jön létre. Ha a csillag tömege nagyobb ennél a határnál, akkor a csillag óhatatlanul tovább húzódik össze neutroncsillaggá vagy fekete lyukká válva. Ha a stabil fehér törpe egy óriás csillaggal alkot kettős rendszert, akkor annyi anyagot szerezhet az óriás csillagtól, hogy túllépheti a Chandrasekhar-határt, a csillag összeomlik, és Ia típusú szupernóva lesz belőle. A maradvány tovább nyomódik össze a robbanás nagy ereje miatt fekete lyukat hozva létre.
A Chandrasekhar-határ egy kvantummechanikai hatásnak köszönhető, amely létrehozza a fehér törpéket a gravitációval szemben megtartó nyomás (az elektronok degenerációs nyomása) segítségével. Mivel az elektron fermion, ezért a Pauli-elv szerint nem lehet két elektron azonos kvantumállapotban, így nem foglalhatják el mind a legmélyebb energiaszintet. Sok elektronnak kell magasabb energiaszinten maradnia, melynek következtében egy tisztán kvantummechanikai eredetű nyomás jön létre.
Amikor Chandrasekhar először felvetette az ötletét, akkor Arthur Eddington brit fizikus vehemensen bírálta. Chandrasekhar elkeseredve az Egyesült Államokba ment, ahol a továbbiakban a Chicagói Egyetemen dolgozott. Jóllehet Eddington érvei rossznak bizonyultak, Chandrasekhar nagylelkűnek bizonyult a győzelmében.